# Jezioro Święte (powiat grudziądzki)
Jezioro Święte – jezioro w Polsce, położone w województwie kujawsko-pomorskim, w powiecie grudziądzkim, w gminie Łasin, na terenie Pojezierza Brodnickiego.

## Dane morfometryczne
Powierzchnia zwierciadła wody wynosi 60,9 ha.
Zwierciadło wody położone jest na wysokości 78,2 m n.p.m.. Średnia głębokość jeziora wynosi 2,0 m, natomiast głębokość maksymalna 3,2 m.
Na podstawie badań przeprowadzonych w 2003 roku wody jeziora zaliczono do wód pozaklasowych i poza kategorią podatności na degradację.
W roku 1993 wody jeziora również zaliczono do wód pozaklasowych.

## Hydronimia
Według urzędowego spisu opracowanego przez Komisję Nazw Miejscowości i Obiektów Fizjograficznych (KNMiOF) nazwa tego jeziora to Jezioro Święte.